# Acer brevipes
Acer brevipes é uma espécie de árvore do gênero Acer, pertencente à família Aceraceae.